# Sœurs de Saint-Joseph du Sacré-Cœur

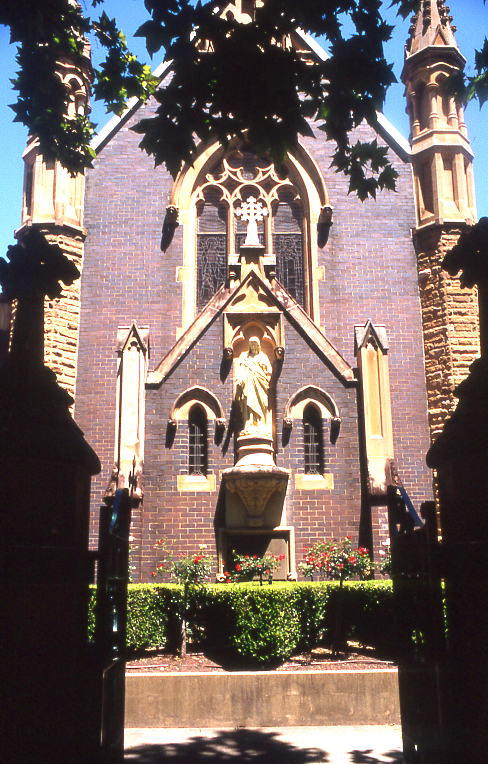
Chapelle commémorative Mary-Mackillop, à Sydney-Nord.

Les Sœurs de Saint-Joseph du Sacré-Cœur (les Joséphites brunes) forment une congrégation religieuse fondée à Penola (Australie-Méridionale), dont la maison mère se trouve actuellement à Sydney et qui s'est engagée dans une action caritative et éducative internationale.
Elle a été fondée en 1866 par la sainte Mary MacKillop (1842-1909) et le Père Julian Tenison Woods. Mary Mackillop a été béatifiée en 1995 et a été canonisée le 17 octobre 2010 par Benoît XVI.

## Histoire
Julian Tenison Woods a voulu que ses membres vivent dans la pauvreté et se consacrent à l'instruction des enfants pauvres. Mary est devenue le premier membre et la supérieure de cette nouvelle congrégation en 1866 et a fondé la première école Saint-Joseph dans une écurie hors d'usage de Penola, en Australie-Méridionale. La congrégation s'est agrandie rapidement et s'est étendue à Adélaïde et à d'autres régions de la colonie. La nature indépendante de l'organisation l'a amenée à être en conflit avec l'évêque d'Adélaïde. Mary a été excommuniée en 1871 pour "insubordination" et les sœurs ont été presque congédiées. L'excommunication était inadmissible. Cinq mois plus tard, l'évêque la retirait et le Joséphites commencèrent à se développer dans l'Outback et dans d'autres villes d'Australie. 
En 1873, Mary alla à Rome et gagna l'approbation du pape qui permit aux Joséphites de garder leur autonomie. Elle était en avance sur son temps : Mary Mackillop dirigea les sœurs dans l'ensemble de l'Australasie à une époque où la région était divisée en colonies séparées. La direction des Joséphites n'a pas reçu l'approbation du Père Woods, ni de quelques évêques des diocèses australiens. 
Mary Mackillop a fondé des écoles, des couvents et des établissements charitables comme des orphelinats, des refuges pour sans-abris, pour indigents, pour anciens prisonniers et prostituées, tant en Australie qu'en Nouvelle-Zélande. Elle est morte en 1909. Depuis sa mort, elle a attiré beaucoup de vénération au sein de l'Australie comme symbole de l'Église catholique à ses débuts en Australie. Une chapelle à sa mémoire, la Mary MacKillop Memorial Chapel, a été ouverte à Sydney-Nord en 1914. Actuellement c'est l'emplacement de son tombeau.
Les Joséphites demeurent toujours en Australie et en Nouvelle-Zélande et, à l'heure actuelle se trouvent dans d'autres pays comme l'Irlande, le Timor oriental et le Pérou. Elles s'occupent d'éducation et travaillent avec les défavorisés, les nouveaux migrants et avec des indigènes. Elles continuent de vivre selon sa devise : « Ne jamais voir un besoin sans chercher à y répondre. ». 